# 자크 디미에
자크 디미에(프랑스어: Jacques Dixmier IPA: [ʒak dimje], 1924~)는 프랑스의 수학자이다. 함수해석학에 공헌하였다.

## 생애
1924년 프랑스 생테티엔에서 태어났으며, 베르사유에서 자랐다. 아버지와 어머니 둘 다 교사였다.
1949년에 파리 대학교에서 가스통 쥘리아 아래서 박사 학위를 수여받았다.
1949년부터 니콜라 부르바키의 일원으로 활동하였으며, 특히 리 대수에 대한 집필에 참여하였다.
파리 대학교의 교수로 있었으며, 1968년 파리 대학교의 분할 이후 파리 제6 대학교에 속하게 되었다 (현재 피에르에마리퀴리 대학교). 은퇴 이후 IHÉS에서 5년을 지냈다.

## 저서
- Dixmier, Jacques. 《Cours de mathématiques du premier cycle, 1ère année》 (프랑스어). Dunod.
  - 《대학교 1학년 수학》
- Dixmier, Jacques. 《Cours de mathématiques du premier cycle, 2ème année》 (프랑스어). Dunod.
  - 《대학교 2학년 수학》
- Dixmier, Jacques (1981). 《Topologie générale》 (프랑스어). Presses Universitaires de France.
  - 《일반위상수학》
- Dixmier, Jacques (1962). 《L’intégrale de Lebesgue》 (프랑스어). Centre de documentation universitaire.
  - 《르베그 적분》
- Dixmier, Jacques (1957). 《Les algèbres d'opérateurs dans l'espace hilbertien: algèbres de von Neumann》 (프랑스어). Gauthier-Villars.
  - 《힐베르트 공간 속의 작용소 대수: 폰 노이만 대수》. 폰 노이만 대수에 대한 최초의 서적.
- Dixmier, Jacques (1969). 《Les C*-algèbres et leurs représentations》 (프랑스어). Gauthier-Villars.
  - 《C* 대수와 그 표현》
- Dixmier, Jacques (1974). 《Algèbres enveloppantes》. Cahiers Scientifiques (프랑스어) 37. Gauthier-Villars.
  - 《포락 대수》
- Dixmier, Jacques (1993). 《L’Aurore des dieux》 (프랑스어). Aléas.
  - 《신들의 오로라》. 공상 과학 소설집

이 밖에도 니콜라 부르바키의 저서에 참여하였다.